# Requin bécune
Vous lisez un « article de qualité » labellisé en 2018.
Isogomphodon oxyrhynchus
Genre
Espèce
Répartition géographique
Statut de conservation UICN

 CR A2ad+3d+4ad : 
En danger critique
Le Requin bécune (Isogomphodon oxyrhynchus) est une espèce de requins de la famille des Carcharhinidae, seul membre existant de son genre Isogomphodon. Le Requin bécune est reconnaissable grâce à son museau allongé, aplati et pointu en forme de poignard, ses yeux minuscules et ses grandes nageoires pectorales en forme de pagaie. La taille maximale de ce requin est estimée à 1,71 m de longueur.
Le Requin bécune est vivipare : la femelle donne naissance à trois à huit petits tous les deux ans pendant la saison des pluies. Il capture les petits poissons en banc comme les harengs, les anchois, les silures et les courbines. Endémique de l'océan Atlantique Sud-Ouest, il habite les eaux tropicales peu profondes situées entre Trinité-et-Tobago et le nord du Brésil, préférant les habitats d'eaux troubles tels que les mangroves, les estuaires et les embouchures des rivières.
Inoffensif pour l'être humain, le Requin bécune est essentiellement pêché comme prise accessoire dans les pêcheries artisanales et commerciales. En raison de son aire de répartition très limitée et de son faible taux de reproduction, l'espèce a été évaluée comme étant en danger critique d'extinction par l'Union internationale pour la conservation de la nature (UICN). La population actuelle est extrêmement faible et se trouve certainement en effondrement.

## Description

### Tête

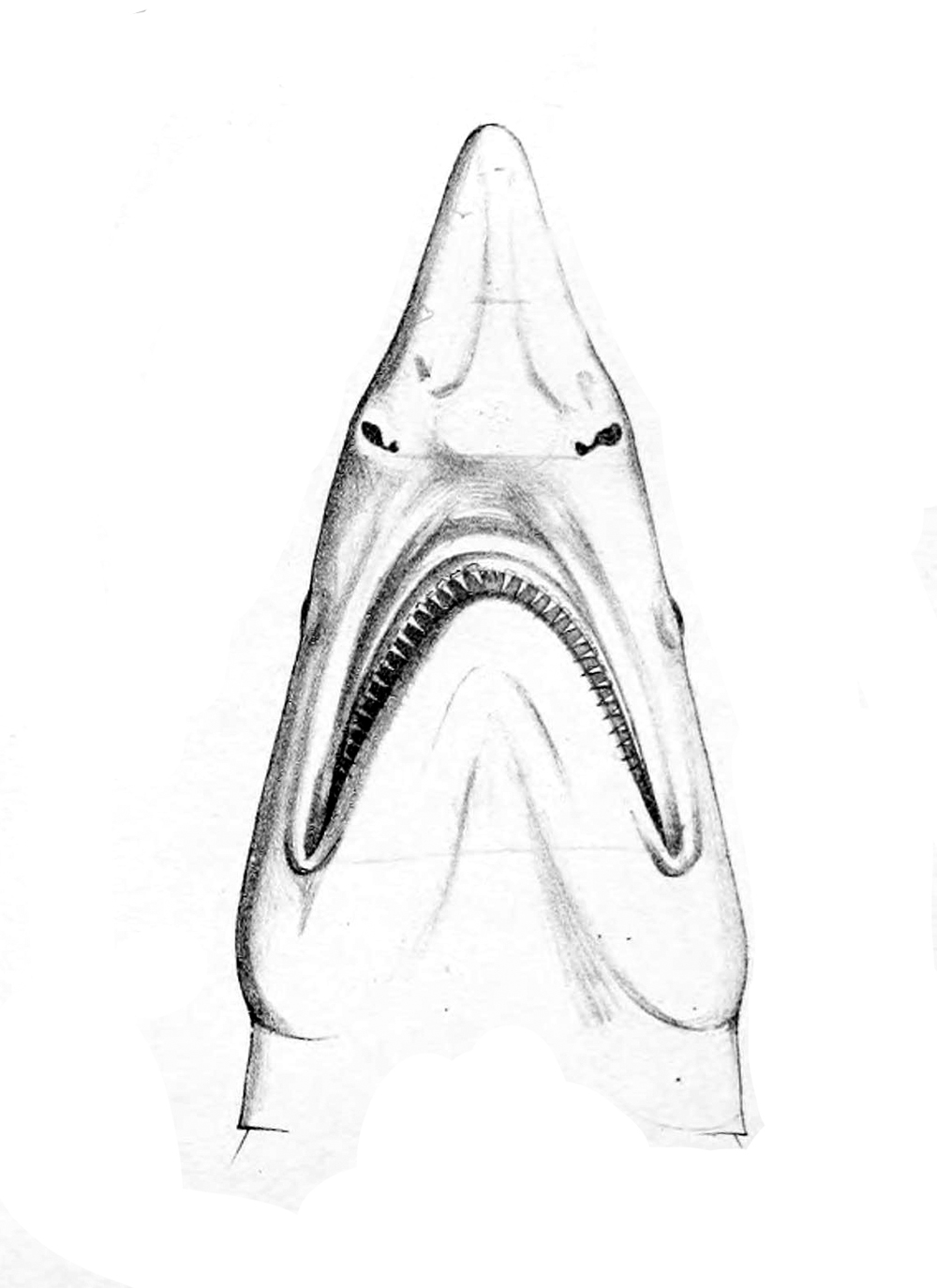
Le Requin bécune est caractérisé par un museau de forme triangulaire très allongé.

Le Requin bécune a un museau très long, aplati et se terminant en un triangle effilé, décrit comme en forme de poignard. Les yeux sont circulaires et minuscules, avec des membranes nictitantes. Les narines sont petites, sans rabat nasal proéminent. Il y a des sillons courts mais profonds aux coins de la bouche sur les deux mâchoires. Ce requin présente cinq petites fentes branchiales égales.
Les dents longues et érigées sont petites et sans cuspide. Les dents supérieures sont plus larges et plus plates que les dents inférieures. Les bords des dents supérieures sont dentelés et ceux des dents inférieures sont lisses. Dans la mâchoire supérieure, il y a 49 à 60 dents et dans la mâchoire inférieure 49 à 58 dents.
Son museau allongé et ses yeux minuscules sont des adaptations probables à la vie dans les eaux troubles chargées de sédiments.

### Corps

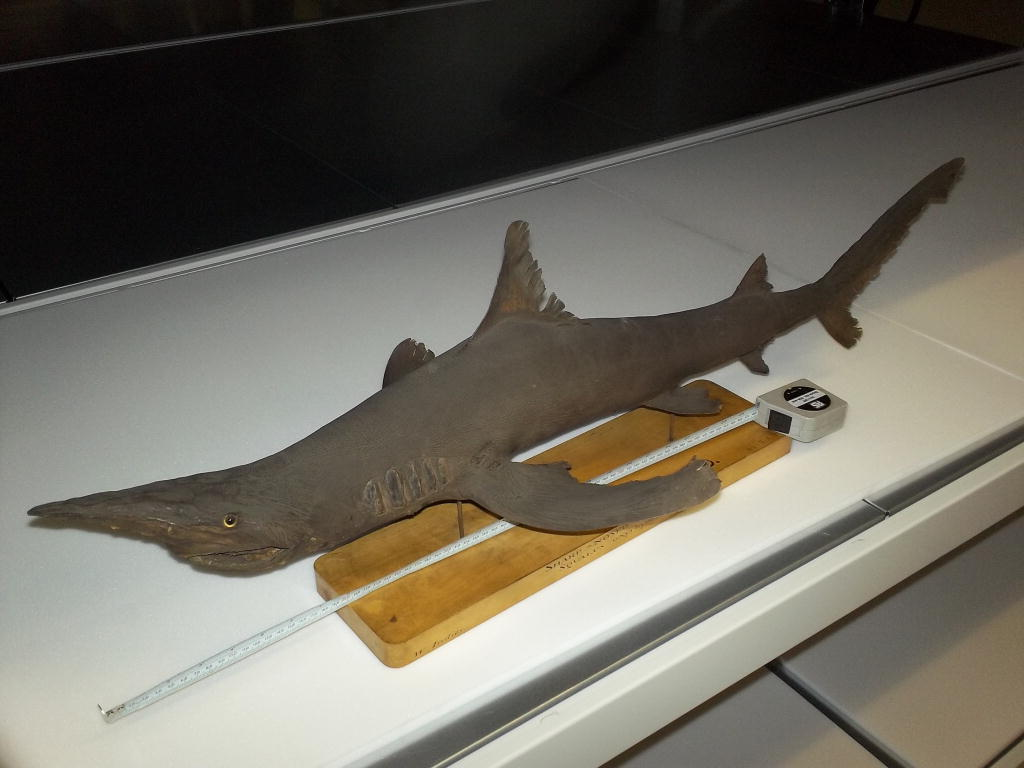
Les nageoires pectorales sont en forme de pagaies.
Spécimen naturalisé du musée d'histoire naturelle de Londres.

Le corps est solidement construit, avec de grandes nageoires pectorales, très larges et en forme de pagaie. Les nageoires pectorales sont situées juste derrière la dernière paire de fentes branchiales. La première nageoire dorsale a la forme d'une faucille légèrement incurvée dans le dos, elle est placée au-dessus des nageoires pectorales. La deuxième nageoire dorsale a une forme rhomboïde. La nageoire anale est plus petite que la deuxième nageoire dorsale. L'extrémité inférieure est arrondie et fortement incurvée vers l'arrière tandis que l'extrémité supérieure est pointue. À la base de la nageoire caudale, une petite rainure cutanée est visible.
La peau est grise ou gris-jaune sur le dessus et blanche sur le dessous du corps (ventre et flancs), sans marque notable. La nageoire caudale et le bord distal de la nageoire dorsale sont plus foncés que le corps.

### Biométrie
Les femelles sont généralement plus grandes que les mâles. Selon une étude menée sur les côtes du Maranhão au Brésil, la longueur des femelles varie de 55 à 145 cm et celle des mâles de 60 à 125 cm. La longueur maximale enregistrée est de 152 cm. L'observation de 1 135 Requins bécunes et des anneaux de croissance annuels de 105 sections de vertèbres a permis d'estimer les paramètres de l'équation de croissance de von Bertalanffy : {\displaystyle L'(t)=k\left(L_{\infty }-L(t)\right)}, avec {\displaystyle L_{\infty }}, la taille maximum, estimée à 171,4 cm, k égal à 0,12 an–1 et t0 égal à −2,612 ans. Il existe des enregistrements non corroborés d'individus mesurant de 2 à 2,4 m de long, qui pourraient être des confusions avec des espèces de requins à l'apparence similaire, comme le Requin tisserand (Carcharhinus brevipinna). Le poids maximum connu est de 13 kg.

### Espèces similaires
En raison de son long museau allongé, le Requin bécune ressemble aux rhinochimaeridés, au Requin-lutin (Mitsukurina owstoni) ou à certains requins du genre Apristurus.

## Biologie et écologie

### Alimentation

Le Requin bécune chasse les poissons en banc, comme ces harengs.

Avec de longues mâchoires et de nombreuses petites dents, le Requin bécune est bien adapté pour capturer les petits poissons en bancs qui composent la majeure partie de son régime alimentaire. Parmi les proies connues, citons les harengs, les anchois, les silures et les courbines.

### Cycle de vie
Le Requin bécune est vivipare avec un placenta vitellin. Une fois que les embryons, qui sont en développement, épuisent leur réserve de vitellus, le sac vitellin appauvri est converti en une connexion placentaire. Les femelles donnent naissance à des portées de trois à huit petits. Le cycle des naissances se produit tous les deux ans, après une première période d'un an de développement des follicules ovariens puis une période de gestation d'une année (probablement de janvier à décembre). Il n'y a pas de corrélation entre la taille de la femelle et le nombre de descendants. Les naissances ont lieu durant la saison des pluies (de décembre à mai), quand la salinité de l'eau est au plus bas.
Sur les côtes brésiliennes du Maranhão, il a été observé que 70 % des femelles capturées en janvier (saison des pluies) portaient des œufs récemment fertilisés ou de très petits embryons ; les autres femelles avaient de gros ovaires indiquant un futur accouplement. En novembre, lors la saison sèche, les embryons portés par les femelles mesurent 37 cm et sont sur le point de naître. Les jeunes savent nager et se nourrir seuls dès la naissance. Une importante pouponnière existe au large de l'État brésilien de Maranhão.
Les Requins bécunes mesurent entre 38 et 43 cm de longueur à la naissance. Les mâles atteignent leur maturité sexuelle une fois qu'ils mesurent environ 90 à 110 cm, ce qui correspond à un âge de cinq à six ans, tandis que les femelles atteignent leur maturité entre 105 et 112 cm, ce qui correspond à un âge de six à sept ans. L'âge moyen de reproduction est cependant inconnu. À partir des spécimens les plus vieux jamais étudiés (douze ans pour une femelle et sept ans pour un mâle), l'extrapolation des taux de croissance suggère que le record de longévité des femelles et mâles est de respectivement vingt et douze ans.

### Habitat

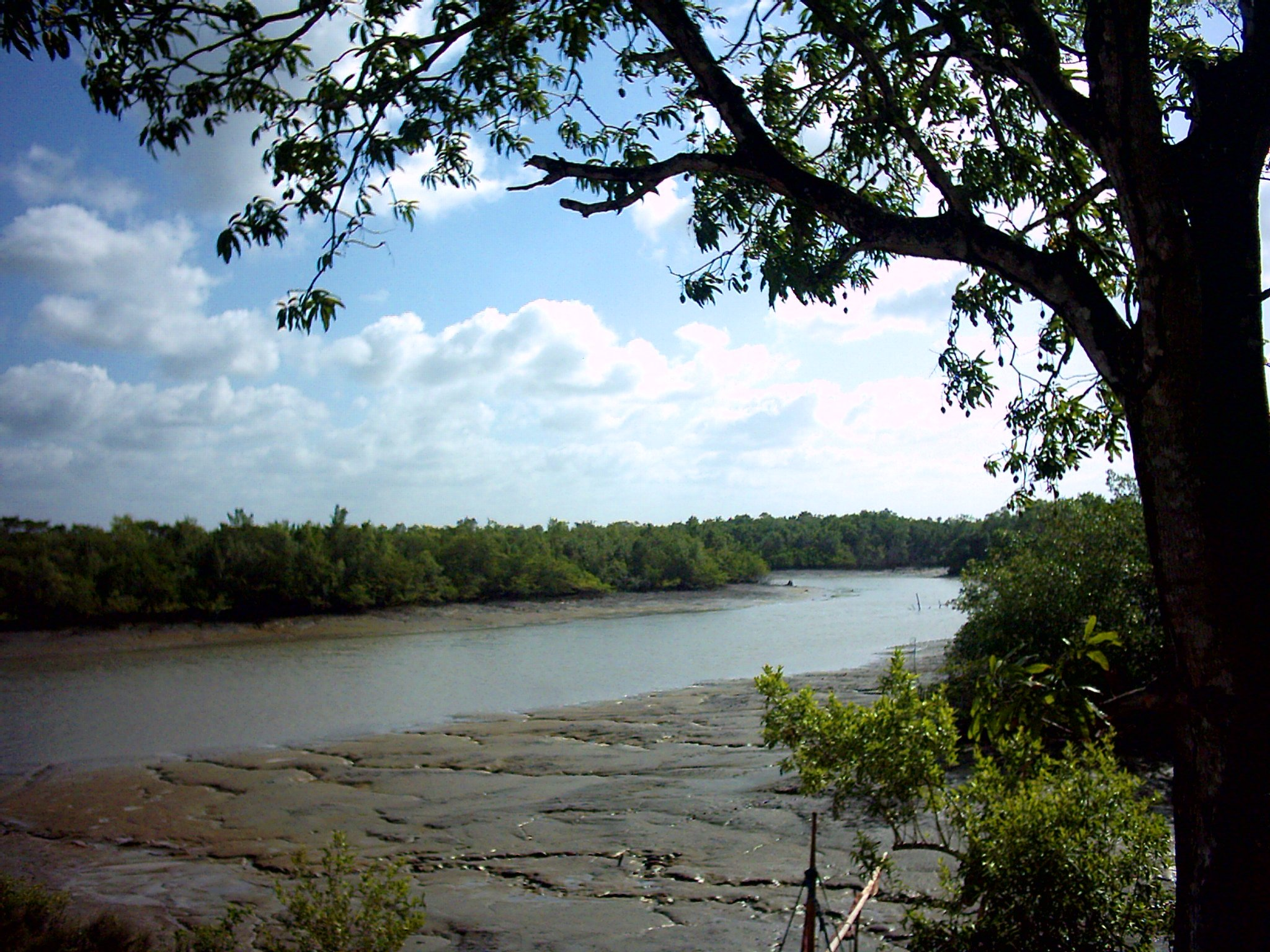
Le Requin bécune préfère les eaux peu profondes, troubles et salées comme aux embouchures de rivières.
Ici, aire de protection environnementale Reentrâncias Maranhenses où la présence du Requin bécune est signalée.

Le Requin bécune est un poisson d'eaux tropicales côtières peu profondes. Il fréquente les estuaires, les mangroves et les embouchures de rivières. Il n'est pas rapporté qu'il puisse remonter les cours d'eau. Au nord du Brésil, il est pêché entre quatre et quarante mètres de profondeur. Les femelles semblent préférer des eaux plus profondes que les mâles. Cette espèce affectionne les eaux très troubles et diminue en nombre avec la clarté croissante de l'eau. L'espèce est peut-être restreinte au nord du Brésil à cause d'un habitat inapproprié d'eau trop claire, sans mangrove, avec des côtes trop profondes.
Dans son aire de répartition, la salinité de l'eau varie de 20 à 34 ppm, tandis que l'amplitude de la marée peut atteindre sept mètres. Le Requin bécune est plus commun sur les bancs boueux peu profonds et dans les estuaires et les embouchures des rivières. Il semble intolérant à l'égard de la faible salinité, se déplaçant vers la côte pendant la saison sèche (de juin à novembre) et au large pendant la saison des pluies (de décembre à mai).
Cette espèce n'est pas connue pour effectuer des migrations sur de longues distances. Des mouvements saisonniers locaux sont documentés : le Requin bécune est plus présent sur les marchés aux poissons brésiliens pendant la moitié de l'année. Il est probable que l'espèce se déplace vers le nord — du côté de l'Amérique centrale et des Caraïbes — durant la première moitié de l'année lorsque le débit de l'Amazone augmente, ce qui diminue la salinité de l'eau. Ainsi, sur la côte du Maranhão au Brésil, l'espèce pénètre dans les baies durant la saison sèche et se déplace vers les bancs côtiers peu profonds durant la saison des pluies.
Les espèces de requins dominantes dans l'aire de répartition du Requin bécune sont le Requin tiqueue (Carcharhinus porosus) et le Requin-marteau tiburo (Sphyrna tiburo).

## Distribution

Aire de distribution du Requin bécune.

Le Requin bécune est une espèce marine endémique de l'océan Atlantique Sud-Ouest. L'aire de répartition englobe une plate-forme continentale avec un climat tropical humide. Le Requin bécune est l'une des espèces de requin qui occupe l'aire de distribution la plus étroite dans le monde.
L'espèce se trouve le long de la côte nord-est de l'Amérique du Sud, au large de Trinité-et-Tobago, du Guyana, du Suriname, de la Guyane et du nord du Brésil jusqu'au 3°S. Il est peut-être présent au Venezuela. Il aurait également été vu aussi loin au sud que Valença dans l'État de Bahia au centre du Brésil, bien que les relevés de pêche n'aient pas détecté cette espèce dans la région et que les pêcheurs locaux ne la connaissent pas,.

## Statut de protection

### Menaces

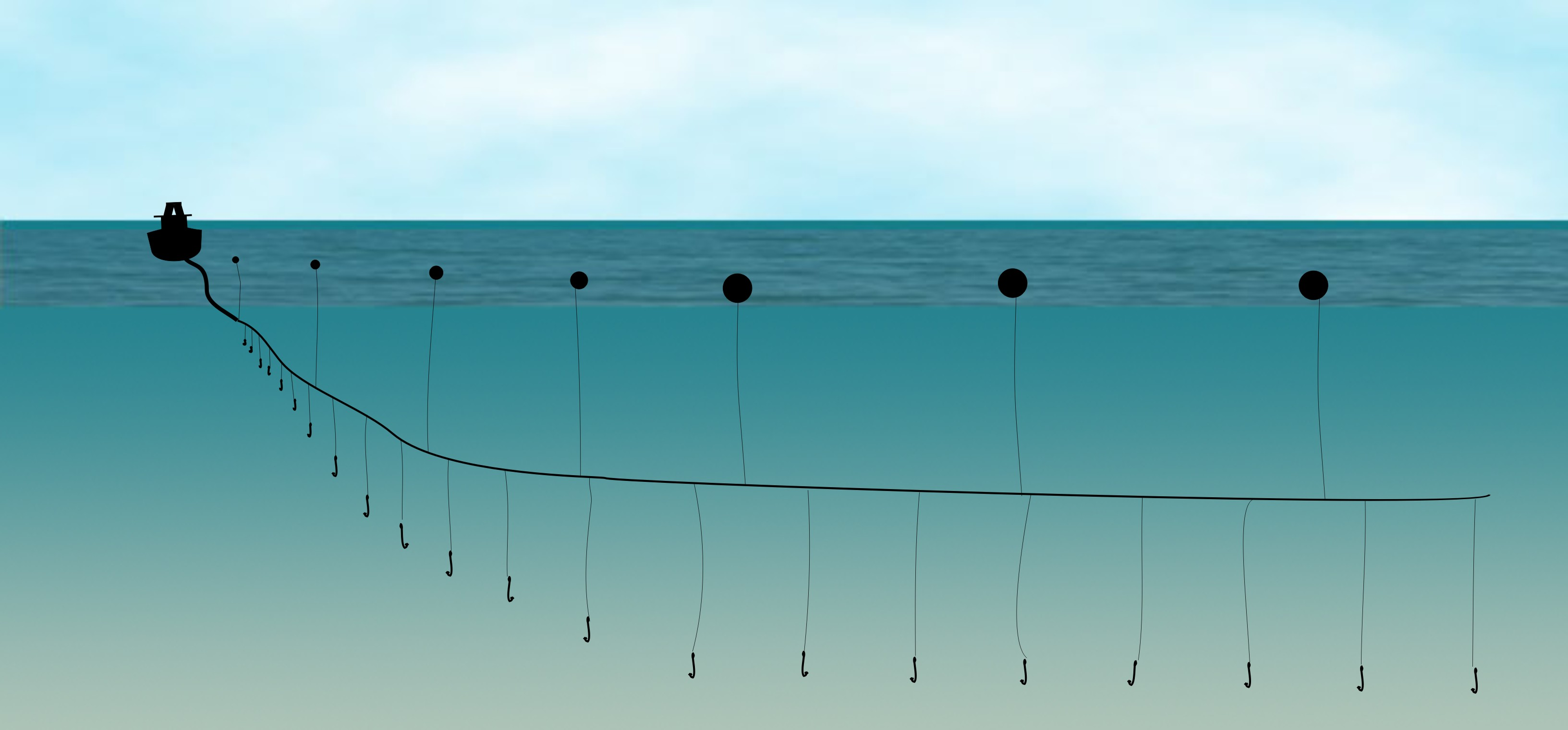
Le Requin bécune est une prise accessoire de nombreuses techniques de pêche, comme ici au filet maillant.

Le Requin bécune pose peu de danger pour les humains en raison de sa petite taille et de la forme de ses dents,. Ce requin est capturé en petit nombre par des pêcheurs de subsistance à Trinité, au Guyana, au Suriname, en Guyane française et peut-être au centre du Brésil. Ce requin est souvent trouvé sur les marchés, bien que sa chair soit peu considérée pour la consommation.
La pression de pêche est en augmentation, notamment au Brésil. Les enquêtes réalisées entre les années 1980 et les années 2000 montrent que le Requin bécune est le sixième elasmobranche le plus pêché dans l’État du Maranhão,. Au nord du Brésil, il compose environ un dixième de la capture des pêcheries flottantes au filet maillant ciblant le Thazard tacheté du Sud (Scomberomorus brasiliensis) et l'Acoupa rouge (Cynoscion acoupa), qui est pratiquée dans les estuaires pendant la saison sèche. Il est également une prise accessoire dans les filets maillants ciblant Sciades parkeri, dans les chaluts à crevettes du genre Penaeus et de manière générale dans les palangres.
Les spécimens pêchés sont matures depuis environ deux ans, ce qui limite leurs chances de reproduction. Les femelles, vivant dans des eaux plus profondes, sont moins souvent prises dans les filets maillant. Au nord du Brésil, elles sont en surnombre par rapport aux mâles avec un ratio de 1 pour 0,8.

### Effectifs
La population de Requin bécune a décliné de plus de 90 % au cours de la décennie 2010 au large du Brésil, et des déclins similaires se sont probablement produits ailleurs dans son aire de répartition alors que la pression de pêche dans la région continue à augmenter. Les analyses démographiques des années 2000 montre que les populations diminuent de 18,4 % par an.
Une étude réalisée en 2016 montre que le Requin bécune est l'une des espèces de requin les moins résilientes en raison de son faible taux de reproduction et du grand nombre de jeunes capturés comme prises accessoires. Le taux de survie de l'espèce est de 38,9 % à la première année de vie, entraînant une diminution progressive de la population. Le taux de mortalité à cause de la pêche est de 47 % et le taux d'exploitation de l'espèce est de 72 %, ce qui indique que l'exploitation de l'espèce n'est pas durable. Ces signes indiquent un probable effondrement des populations.

### Évaluation internationale
L'Union internationale pour la conservation de la nature (UICN) a évalué cette espèce comme étant en danger critique d'extinction, car sa distribution est limitée et qu'elle est très sensible à la surpêche en raison de son faible taux de reproduction. L'UICN recommande la mise en œuvre de toute urgence de programmes de conservation et l'expansion de la surveillance de la pêche pour cette espèce.
Bien que des migrations saisonnières locales soient suspectées, le Requin bécune n'est pas protégé par la convention de Bonn sur les espèces migratrices.

### Protections nationales

#### Brésil

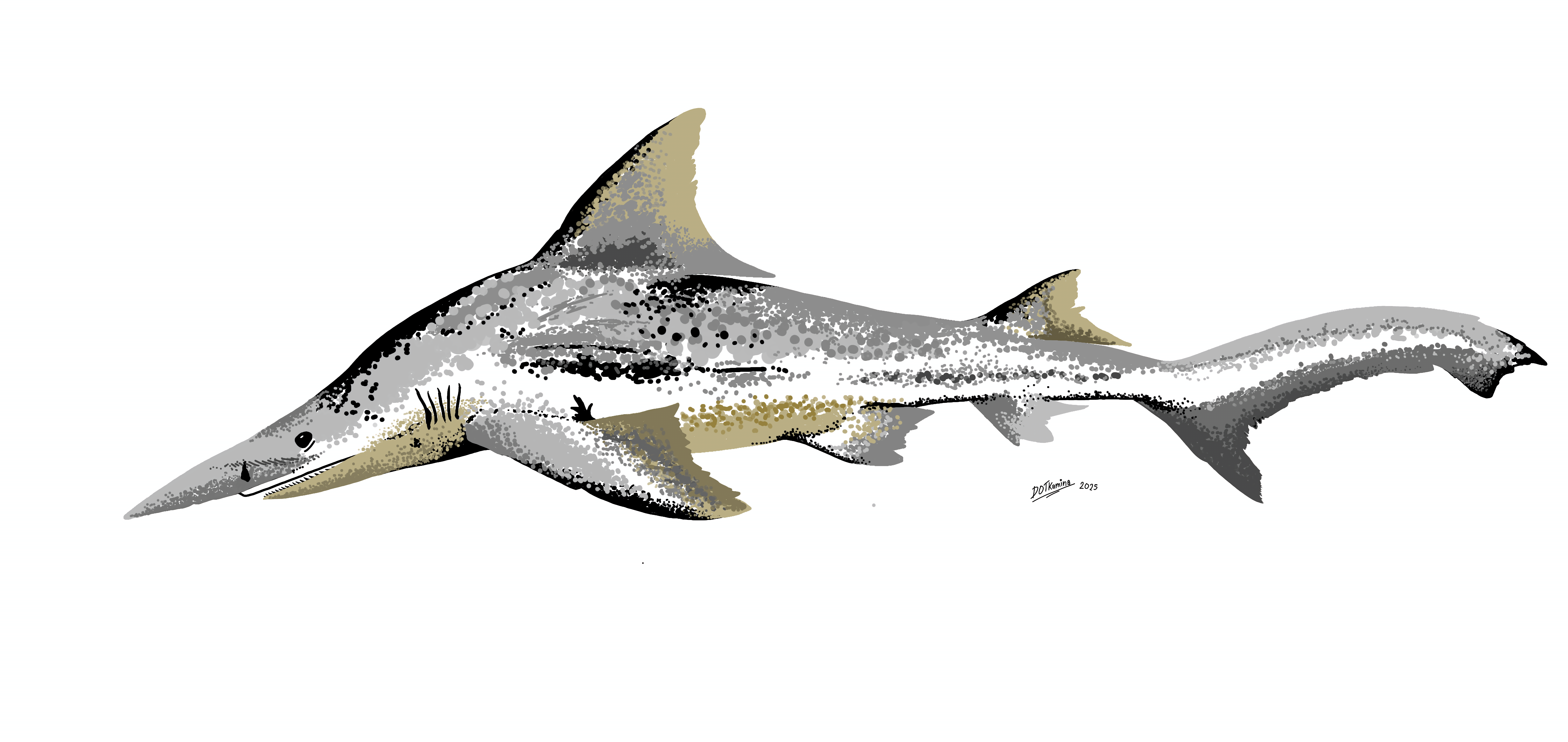
Illustration dIsogomphodon oxyrhynchus.

Le Requin bécune est placé dans la liste rouge des espèces menacées du Brésil où l'espèce est considérée comme en danger d'extinction depuis 2004 puis en danger critique d'extinction depuis 2006. Elle est ainsi protégée par la loi. En 2014, le ministère de l'Environnement brésilien a de nouveau classé l'espèce en danger critique d'extinction (ordonnance 445/2014),. Sous cette protection, la pêche et le commerce de l'espèce sont restreints.
L'une des pistes de protection de l'espèce est l'extension de l'aire de protection environnementale Reentrâncias Maranhenses aux rives et aux eaux côtières. Les chercheurs mettent en avant l'absence de régulation des pêcheries artisanales dans les aires marines protégées et, plus généralement, des manquements dans le contrôle et l'inspection des pêcheries brésiliennes,. En 2018, une étude réalisée à partir d'une identification ADN de carcasses de pêcheries du Nord du Brésil a montré que le Requin bécune est encore pêché, ce qui démontre l'inefficacité du règlement appliqué aux pêcheries. La pêche au filet maillant au Brésil n'est pas gérée par le gouvernement et les espèces-cibles (Cynoscion acoupa et Sciades parkeri) sont d'ailleurs en train de disparaître en raison de la surpêche. Les scientifiques mettent en exergue une fuite en avant avec l'emploi de filets maillants de plus en plus grands pour compenser la perte de productivité. Les recherches menées au Brésil sont très pessimistes sur la survie de l'espèce.

#### Autres pays
En France, le Requin bécune est considéré comme une espèce déterminante de l'inventaire ZNIEFF de Guyane.
Au Guyana, l'espèce est reconnue comme en danger critique d'extinction et est protégée sur l'ensemble du territoire par le règlement sur la gestion et la conservation de la nature (Wildlife management and conservation regulations) de 2013.

## Taxonomie

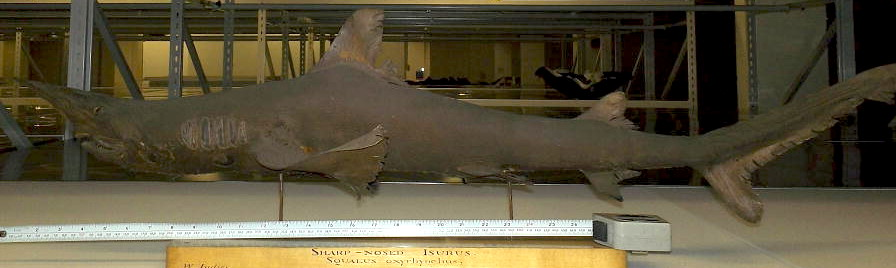
Holotype 1843.2.1.7 BMNH conservé au musée d'histoire naturelle de Londres.

Le Requin bécune est décrit sous le nom scientifique Carcharias oxyrhynchus par Johannes Peter Müller et Friedrich Gustav Jakob Henle en 1839 dans Systematische Beschreibung der Plagiostomen. L'holotype catalogué 1843.2.1.7 BMNH est dans les collections du musée d'histoire naturelle de Londres. En 1862, Theodore Nicholas Gill place le Requin bécune dans le genre Isogomphodon ; toutefois, des auteurs ultérieurs considèrent que ce genre est un synonyme de Carcharhinus. En 1950, le spécialiste des requins Stewart Springer rétablit le genre Isogomphodon.
Isogomphodon avec les genres Prionace et Nasolamia est étroitement lié à Carcharhinus. En 2012, une analyse phylogénétique de l'ADN mitochondrial a conclu que I. oxyrhynchus est à la base du clade Carcharhinus. Isogomphodon comprend une seule autre espèce, Isogomphodon acuarius, éteinte il y a 45 millions d'années durant l'Éocène.

## Culture

### Dénominations
Le nom scientifique Isogomphodon provient du grec ancien « iso », signifiant « égal », « gomphos », signifiant « nez » et « odous », signifiant « dents ».
En français, le terme « bécune » provient probablement de l'espagnol « becuna » et désigne les sphyrènes, des poissons tropicaux ressemblant au barbeau. Le Requin bécune est également appelé « demoiselle » ou « Requin demoiselle » en Guyane. Au Brésil, l'espèce est appelée « quati », « pato » ou encore « cação-quati » et « tubarão-quati ». En anglais, le Requin bécune est appelé Daggernose shark, ce qui signifie littéralement « requin à nez en forme de dague ».

### Recherches
En dehors de rares publications de paléontologie et de taxonomie, les études sur le Requin bécune ont été menées uniquement sur les côtes Nord du Brésil et ont porté sur son abondance, sa reproduction, sa croissance et sur les études génétiques.

### Traduction
- (en)/(pl) Cet article est partiellement ou en totalité issu des articles intitulés en anglais « Daggernose shark » (voir la liste des auteurs) et en polonais « Isogomphodon oxyrhynchus » (voir la liste des auteurs).